# Nokia IPSO
Das von Nokia in den angebotenen Firewalls eingesetzte Betriebssystem IPSO ist ein Berkeley-Unix-Abkömmling. Es ist jedoch möglich, dieses System ohne Kenntnisse eines Unix-artigen Betriebssystems zu administrieren, dafür sorgt die Web-Oberfläche „Voyager“.
Die Features von IPSO umfassen:
- Hochverfügbarkeit über VRRP
- Routing-Protokolle wie RIP und OSPF
- Multicast-Protokolle wie IGMP und DVMRP

Als Firewall-Technologie kommt Check Points FireWall-1 zum Einsatz.